# Cyrtopogon aldrichi
Cyrtopogon aldrichi là một loài ruồi trong họ Asilidae. Cyrtopogon aldrichi được Wilcox & Martin miêu tả năm 1936. Loài này phân bố ở vùng Tân Bắc giới.